# Comuna Sonda
Sonda este o comună (vald) din Comitatul Ida-Viru, Estonia. Codul poștal este 43001.

## Geografie
Sonda este cea mai vestică comună din Ida-Viru, și are o suprafață de 148,08 km². Sonda este încojurată de comuna Aseri și Viru-Nigula în nord, Lüganuse și orașul Kiviõli în est, Maidla în sud-est și regiunea Lääne-Viru în vest și sud. Cel mai apropiat oraș este Kiviõli, la o distanță de 10 km.

## Populație
Comuna are în total o populație de 1.209 locuitori (2002) și este compusă din următoarele localități/sate:
- Sonda - 662 locuitori
- Erra - 246 locuitori
- Erra-Liiva - 91 locuitori
- Varinurme - 71 locuitori
- Koljala - 41 locuitori
- Nüri - 38 locuitori
- Vainu - 22 locuitori
- Uljaste - 15 locuitori
- Satsu - 14 locuitori
- Ilmatse - 6 locuitori